# Albert Stanisław Radziwiłł
Ne doit pas être confondu avec Albert Władysław Radziwiłł.
Albert Stanisław Radziwiłł (1595-1656 ; en lituanien Albertas Stanislovas Radvila, en polonais Albrecht Stanisław Radziwiłł), fils de Stanisław Radziwiłł et de Marianna Myszka, deuxième ordynat (seigneur héritier) d'Ołyka, sous-chancelier (1619) puis grand chancelier de Lituanie (1623).

## Biographie
Albert Stanisław Radziwiłł est né le 1er juillet 1595, au château familial d'Olyka. Il occupe plusieurs postes importants au sein de la république des Deux Nations, il est chargé de la politique étrangère et les affaires intérieures du grand-duché de Lituanie, et occupe les postes de sous-chancelier de Lituanie (1619), grand chancellier de Lituanie (1623). Il est staroste de Loutsk (1618-1622), Vilnius (1623) et gouverneur de Kovel, Tuchola, Gniew, Pinsk, Wieluń, Daugavpils, Kobryn et Šiauliai.
De religion catholique, Radziwiłł est un fervent partisan de la Contre-Réforme et l'ennemi juré de la communauté protestante. Supporter du roi de Pologne et grand-duc de Lituanie Sigismond III Vasa, il est souvent en opposition avec son fils et successeur, Ladislas IV Vasa qu'il juge trop indulgent envers les Protestants, allant même jusqu'à refuser d'apposer son sceau de chancellier sur les documents accordant des droits et privilèges aux Protestants. Patriote zélè du Grand-Duché, il s'assure que ses compatriotes soient toujours convenablement représentés dans les structures politiques de la République. Dans son opposition aux hérétiques, il est soutenu par le chancellier Jerzy Ossoliński (en). Il sympathise également avec la faction catholique des Habsbourg et soutient la reine Cécile-Renée d'Autriche, épouse du roi Ladislas IV.
En dépit de son opposition aux hérétiques, comme tous les autres membres de la famille Radziwill, il ne manque pas de veiller sur les intérêts de ses cousins calvinistes. Au cours des étapes ultérieures de sa vie, Radziwiłł écrit un journal Memoriale rerum gestarum Polonia (Mémoire de l'histoire de la Pologne), couvrant la période 1632 à 1656.
Il meurt à Gdańsk le 12 novembre 1656 à l'âge de 61 ans. N'ayant pas eu d'enfants de ses deux épouses, c'est la lignée Niasvij de la famille Radziwill qui hérite de ses domaines.

## Mariages
En 1619, il épouse Regina von Eisenreich, dame de la cour de la reine Constance.
Après la mort de Régina (1637), il épouse en secondes noces Anna Krystyna Lubomirska (1618-1667)